# スマールタ派

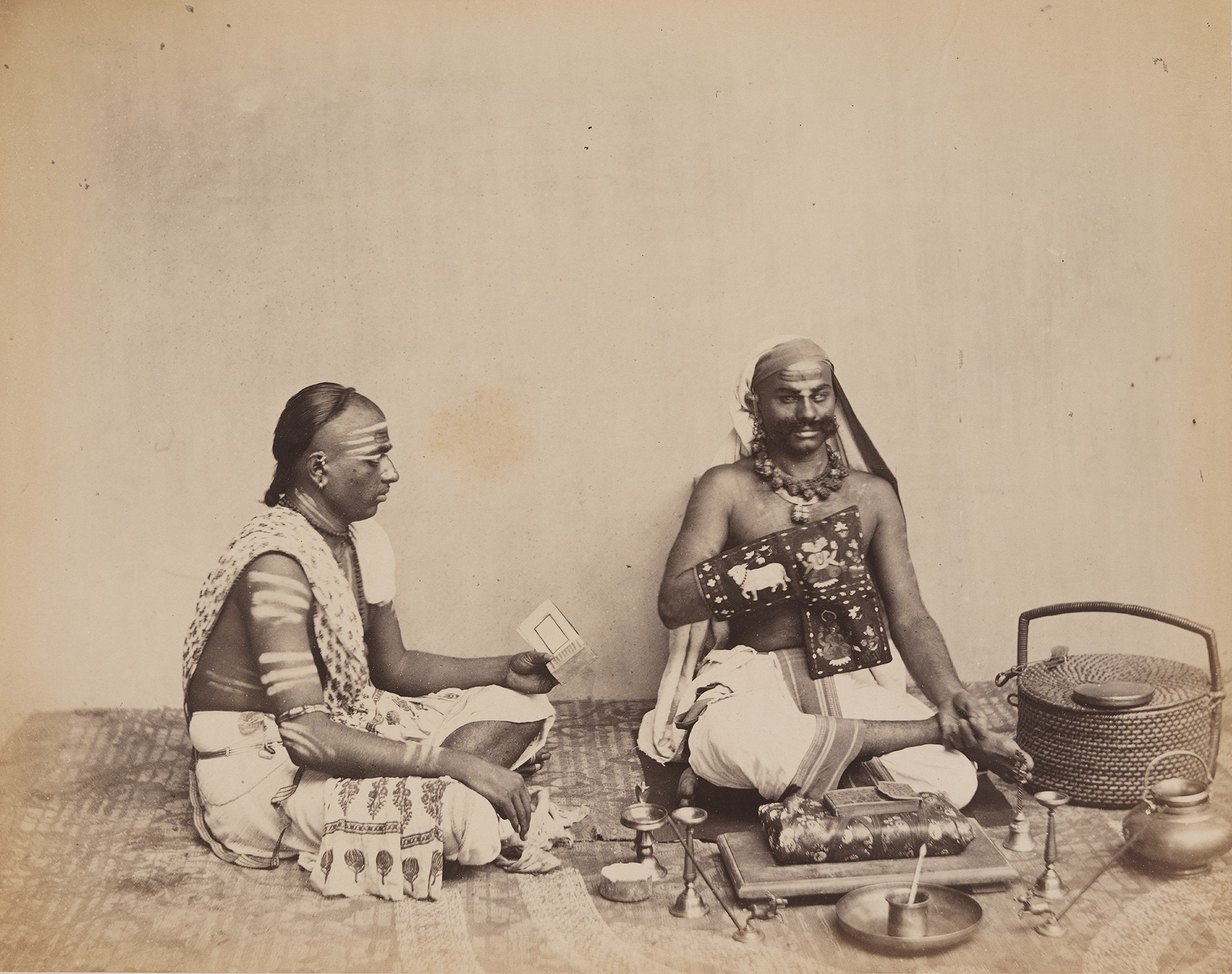
スマールタの司祭（西インド・1855-1862年）

スマールタ派（梵: Smārta、スマールタ）は、ヒンドゥー教における宗派の1つ。
「スマールタ」とは「スムリティ」（伝承文献）を奉じるバラモン達であり、「スマールタ」達の伝統に則った信仰のあり方を指して、スマールタ派と呼ぶ。ゆえに、正統派のヒンドゥー諸学派はすべてスマールタ派でもある。
特徴としては、他の宗派と異なり、特定の神のみを奉じることはせず、代表的な5神、ヴィシュヌ、シヴァ、シャクティ、ガネーシャ、スーリヤ（あるいは、ここにスカンダを加えた6神）を、不可分一体的な最高神として平等に奉じる。
不二一元論を唱えたシャンカラによって確立されたとされる。